# Tercera batalla de Nankín
La Tercera Batalla de Nanking fue el último gran enfrentamiento de la Rebelión de Taiping, que tuvo lugar en 1864 después de la muerte del rey del Reino Celestial de Taiping, Hong Xiuquan. Probablemente hubo más de un millón de tropas en la batalla. Zeng Guofan afirmó que el ejército de Taiping sufrió 100 000 muertos (y muchos más heridos) en el enfrentamiento de tres días. Nanking había sido la capital del Reino Celestial y los Taipings la conocían como Tianjing (Capital Celestial; el nombre no debe confundirse con la ciudad costera de Tianjin). Esta batalla fue el final efectivo del ejército de Taiping y Nanking fue la última ciudad importante de Taiping que volvió a caer bajo el control imperial.

## Preludio

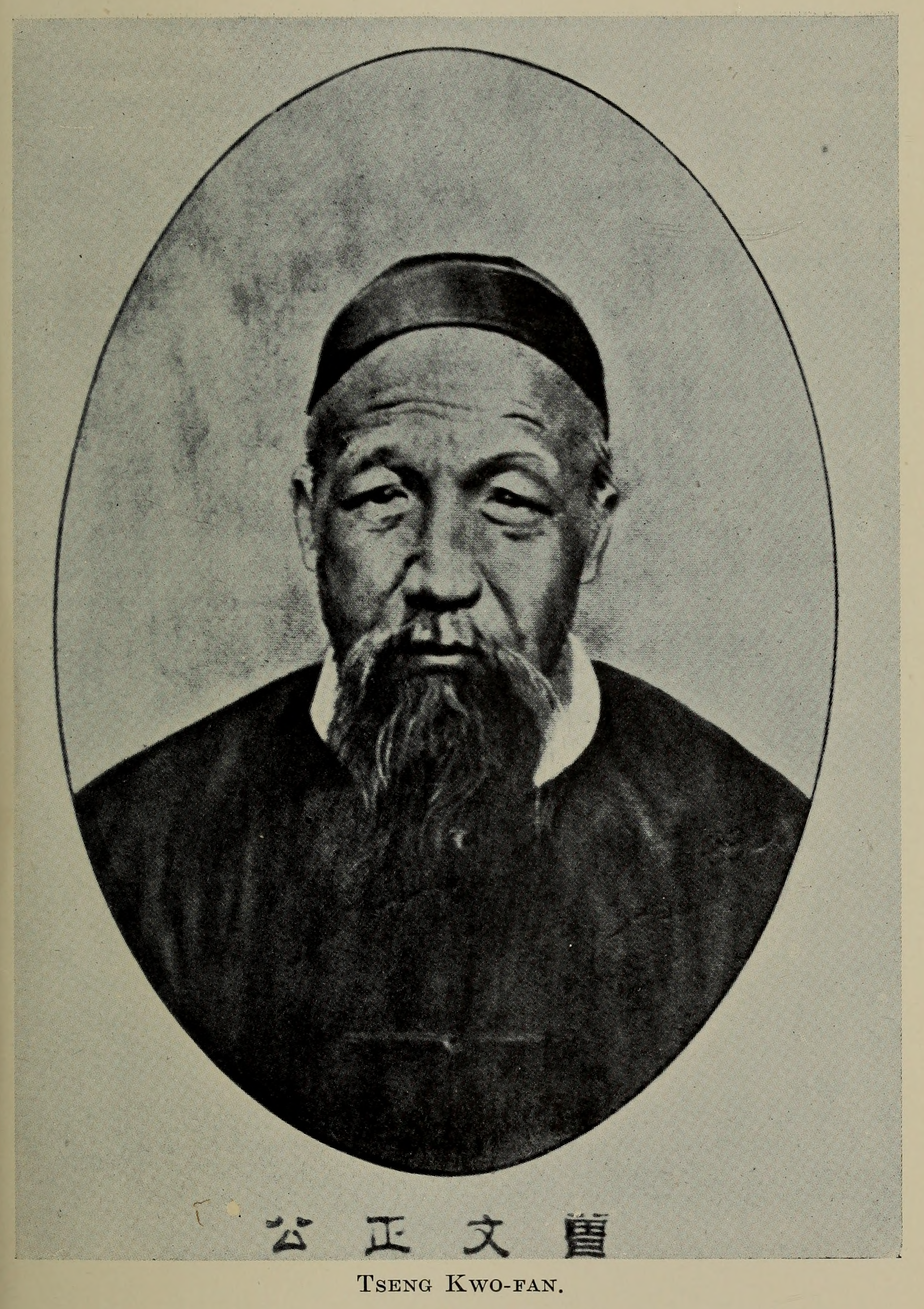
Zeng Guofan.

En junio de 1863, el general Qing Bao Chao tomó la isla de Jiufu (九 洑 洲) y el ejército de Taiping perdió el control de toda la costa norte del Yangtze. El general imperial Bao Chao condujo posteriormente su fuerza a través del río y acampó en la orilla sur fuera de la puerta Shence (神 策) de Nanking. En septiembre, el hermano menor de Zeng Guofan, el general Zeng Guoquan, atacó y tomó la región del puente Shangfang (上方 桥) al sureste de la ciudad y el puente Jiangdong ( 江东 桥) al suroeste. Zeng Guoquan continuó su búsqueda en los suburbios de Nanking, y a principios de noviembre había logrado tomar regiones como la Puerta Shangfang (上方 门), la Puerta Gaoqiao (高桥 门), Puerta Shuangqiao (双桥 门), Qiqiaoweng (七 桥 瓮), Muling (秣 陵 ) Paso y puente Zhonghe (中 和 桥). Por lo tanto, el ejército de Taiping había perdido todas sus posiciones en la parte suroeste de la Montaña Púrpura (Nanjing) (Montaña Púrpura). A mediados de noviembre, regiones como Chunhua (淳化), Jiexi (解 溪), Longdu (龙 都), Hushu, Sancha Town (三岔 镇) había caído bajo el control del ejército Qing. Al mismo tiempo, la armada imperial comandada por el almirante imperial Peng Yulin (彭玉麟) y su adjunto, Yang Yuebin (杨岳斌, también conocido como Yang Zaifu 杨 载 福), tomaron regiones importantes como Gaochun y Eastern Dam (Dong Ba 东坝) con la ayuda de las fuerzas de Bao Chao. A finales de noviembre, la guarnición de Taiping en Lishui se había rendido al ejército Qing. Como resultado, el ejército de Taiping fue desalojado de la región a 50 millas de Nanking. El 25 de noviembre, Zeng Guoquan y su subordinado, Gen.Xiao Qingyan (萧庆衍), desplegó tropas en el Ming Xiaoling. Los únicos vínculos con el exterior que quedaban eran las puertas de Shence y Taiping.
El 20 de diciembre, Li Xiucheng regresó a Nanking desde Danyang e instó a Hong Xiuquan a abandonar la capital Taiping al día siguiente. Sin embargo, esta sugerencia no fue aceptada por Hong, quien asumió el mando general de la operación. Declaró que cualquiera que le desobedeciera a él ya Dios sería ejecutado de inmediato. Esto condenó al ejército de Taiping y Nanking al crear un descontento generalizado y, junto con otros factores, finalmente más de 200 000 tropas de Taiping salieron de Nanking y se rindieron al ejército imperial chino durante el curso de la batalla. Aquellos que se negaron a rendirse, pero también estaban molestos por las decisiones de Hong, optaron por escapar mientras aún podían, cuando el asedio aún estaba incompleto. Hong, Li y otros no pudieron detener tales actos. El 28 de febrero de 1864, el castillo de Tianbao (天保) en el pico más alto de la Montaña Púrpura cayó bajo el control del ejército Qing. El 2 de marzo, Zeng Guoquan desplegó sus tropas en Shence y Taiping Gates. Se completó el asedio de Nanking.

## La batalla
El 14 de marzo, Zeng Guoquan intentó su primer ataque contra Nanking usando escaleras, pero esto fue rechazado por los defensores. El ejército imperial luego cambió de táctica, cavando un total de diez túneles en las puertas de Chaoyang (朝阳), Shence y Jinchuan (金川), y los defensores a su vez contrarrestaron cavando túneles propios y construyendo un muro secundario detrás del primero. Cinco días después de la muerte de Hong Xiuquan el 1 de junio de 1864, Li Xiucheng fue finalmente puesto a cargo de todos los asuntos militares y políticos, pero ya era demasiado tarde: el destino de la ciudad y su defensores fue sellado.
El 3 de julio, el Castillo Dibao (地保 城, apodado Dragon's Neck 龙 脖子) en la Montaña Púrpura cayó en manos del ejército Qing. Esta ubicación estratégica permitió a los Qing construir varias docenas de posiciones de artillería para bombardear toda la ciudad, suprimiendo así la potencia de fuego de los defensores y proporcionando cobertura para otros preparativos para tomar la ciudad. Una táctica de los atacantes fue llenar el espacio entre la muralla de la ciudad y la cresta de la montaña en el Cuello del Dragón con tierra, arena, troncos, rocas y hierba, por lo que la superficie de la tierra se elevó a la altura de la muralla de la ciudad, pavimentando así el terreno. forma de atacar la ciudad. Otro fue cavar túneles a solo 200 pies de distancia de la muralla de la ciudad para que pudieran llenarse con explosivos para volar la muralla. Las operaciones dentro de tan cerca del fuego enemigo fueron posibles gracias a un fuego de cobertura suficiente, gracias a la toma del castillo de Dibao. Los intentos de los defensores de interrumpir los preparativos fueron continuamente rechazados con grandes pérdidas debido al fuego fulminante de los atacantes. Dos semanas después se completó la preparación.
Al darse cuenta del ataque final que se avecinaba, en la noche del 18 de julio, Li Xiucheng ordenó a más de 1000 defensores disfrazarse de atacantes para escabullirse de la ciudad para destruir el túnel, pero los atacantes no fueron engañados y devolvieron el golpe. la formación de mil hombres. La tarde siguiente, a la 1:00 de la tarde, los atacantes detonaron los explosivos en el túnel debajo de la puerta Taiping, el muro se rompió y volaron 2–10 km hacia abajo, matando a varios cientos de personas y derrumbando una gran sección de la muralla de la ciudad. Los defensores opusieron una lucha feroz, pero no pudieron hacer retroceder a la fuerza atacante de 60 000. Los atacantes se dividieron en cuatro frentes después de ingresar a Nanking como estaba planeado anteriormente:
- El frente central liderado por el general imperial Li Chendian atacó hacia el palacio de Hong Xiuquan
- El frente derecho liderado por el general imperial 刘连捷 (Liu Lianjie) empujó hacia la puerta de Shence para unirse con la fuerza del general imperial Zhu Nangui (朱南桂), que entró por la puerta a través de escaleras; después de que los dos equipos hubieran unido fuerzas, atacarían hacia el oeste hacia la Montaña del León (Shizishan 狮子山) para tomar la Puerta de Yifeng (仪凤).
- El frente central-izquierda liderado por el general imperial Peng Yuju (彭 毓 橘) atacó hacia la puerta de Tongji (通 济).
- El frente izquierdo liderado por el general imperial Xiao Fusi (萧 孚 泗) atacó hacia las puertas de Chaoyang y Hongwu.

Las peleas callejeras fueron feroces y sangrientas y la resistencia fue mucho más dura de lo esperado. La cubierta de artillería de los atacantes tuvo que detenerse por temor de herir a los suyos. Los defensores eran muy tercos y esperaban infligir muchas bajas a los atacantes y esperaban expulsarlos fuera de la ciudad.
Después de la caída de la Puerta de Chaoyang, la moral de los defensores se derrumbó y el general imperial Luo Fengyuan (罗逢源) pudo romper su fuerza en la ciudad desde Jubao (聚宝) Puerta, mientras que el general imperial Li Jinzhou (李金洲) pudo irrumpir en la ciudad desde la puerta (通 济), enlazándose con fuerzas lideradas por el general imperial Peng Yuju (彭 毓 橘). Al mismo tiempo, el almirante imperial Huang Yisheng (黄翼升) dirigió a la armada imperial a tomar Zhongguan (中 关) y luego tomó las fortalezas restantes que aún estaban en manos de los defensores en las orillas del río, y ayudó al general imperial Chen Ti (陈 湜) a tomar dos Shuixi (水 西 ) y las puertas Hanxi (旱 西). Al anochecer, todas las puertas de la ciudad estaban firmemente en manos de las fuerzas Qing.
Li Xiucheng regresó inmediatamente al palacio de Hong Xiuquan después de la derrota en la Puerta Taiping por la mañana, y se llevó al hijo de Hong con él para escapar por la puerta Hanxi. Sin embargo, la fuerza de Li de varios miles fue rechazada con grandes pérdidas por las tropas del general imperial Chen Ti y se vio obligada a ir a la montaña Qingliang (清凉山). Por la noche, la fuerza restante de Li Xiucheng de 1000 fue a Taiping Gate, se disfrazó de soldados Qing y escapó con éxito hacia el Mausoleo Ming Xiaoling a través de la sección de la muralla derrumbada porque las tropas Qing estaban ocupadas saqueando y no se molestó en detenerlos. Después de un saqueo masivo, la ciudad fue incendiada, que duró hasta el 26 de julio de 1864.

## Consecuencias
Li Xiucheng no llegó muy lejos después de su fuga inicial. Zeng Guoquan envió una fuerza de caballería de 700 tras él y Li perdió contacto con el hijo de Hong Xiuquan. La mayoría de los comandantes del ejército de Taiping no lograron escapar: Lie (列) el rey Li Wancai (李 万 材) fue capturado el 21 de julio en Chunhua (淳化) Town, mientras que Zhang (章) Lin Shaozhang (林绍璋) y Junior Western King (幼 西 王 ) Xiao Youhe (萧 友 和) fue asesinado en Hushu Town el mismo día. El 22 de julio, Li Xiucheng mismo fue capturado vivo cerca de Square Mountain (Fangshan 方 山). El 28 de julio, el comandante general de la batalla, Zeng Guofan, llegó a Nanjing desde Anqing y le ordenó a Li que escribiera su confesión; fue ejecutado después de su finalización el 7 de agosto. Solo el rey Zun (遵) Lai Wenguang logró escapar con su caballería de 3.000 para finalmente unirse y liderar la Rebelión Nian , durante el cual continuó luchando durante otros cuatro años.
El éxito del Ejército Qing se debió en parte al armamento avanzado adoptado, a saber, armas de fuego. El primer rifle de un solo tiro cerrojo construido en China apareció en 1864, y aunque eran pocos en número, demostraron su valía sobre otras armas de fuego y ciertamente sobre armas antiguas como espadas, sables y lanzas. La tercera batalla de Nanking fue un campo de pruebas para las primeras armas de fuego chinas modernas utilizadas en la batalla.